# Pegasus Mail
Pegasus Mail (of PMail) is een van de oudste nog bestaande e-mailclients voor Windows. Er zijn ook versies voor MS-DOS en Novell NetWare.

## Geschiedenis
In 1989 ontwikkelde de Nieuw-Zeelander David Harris in zijn vrije tijd Pegasus Mail voor de Universiteit van Otago in Dunedin, waar hij zelf werkzaam was. Medio 1990 bleek er wereldwijd zoveel vraag naar het mailprogramma te zijn dat Harris besloot Pegasus Mail gratis beschikbaar te stellen. Dit was het beginpunt van de historie van het 'vliegende paard'.  Het programma verzorgde eerst e-mail in combinatie met het lokale-netwerksysteem Novell NetWare. Later kwamen er versies voor 'standalone'-computers die verbonden waren met internet, eerst voor het besturingssysteem MS-DOS en later voor Windows.
In 1993 was het aantal gebruikers van Pegasus Mail zelfs dermate gestegen dat Harris ontslag nam bij de universiteit, en al zijn tijd ging besteden aan de ontwikkeling van Pegasus Mail – iets dat hij tot op heden nog altijd vrijwel in zijn eentje doet.
Het achterliggende ideaal van Pegasus Mail is vrije communicatie voor iedereen, en daarom is het programma altijd freeware of donationware gebleven. Gaandeweg de jaren negentig werd Pegasus Mail steeds populairder (vooral aan universiteiten, maar ook in het bedrijfsleven) en totdat Microsoft met Outlook en Outlook Express zijn monopolie vestigde was Pegasus Mail een van de meestgebruikte e-mailprogramma's. In dit millennium begint het gebruik van Pegasus Mail af te nemen, maar er verschijnen nog altijd nieuwe versies.
Begin januari 2007 besloot Harris kortstondig de ontwikkeling en verspreiding van Pegasus Mail te beëindigen, omdat het hem niet gelukt was vaste financiers te vinden; dat had een storm van adhesiebetuigingen tot gevolg, en later die maand besloot hij alsnog verder te gaan en een donatiemogelijkheid op te zetten. De handleidingen van Pegasus Mail en Mercury Mail Transport System, voorheen tegen betaling verkrijgbaar, waren in ruil voortaan gratis te downloaden.

## Eigenschappen
Pegasus Mail houdt zich strikt aan de voor e-mailgebruik geldende internationale standaarden. Daarbij is veiligheid het belangrijkste uitgangspunt: Pegasus Mail voert geen scripts uit, downloadt geen afbeeldingen van internet en opent geen potentieel gevaarlijke bijlagen. Ook is in versie 4.31 phishingdetectie toegevoegd.
Het e-mailprogramma beschikt onder andere over de volgende functionaliteit:
- ondersteunt POP3-, IMAP- en SMTP-protocollen
- heeft uitgebreide filters (ook spamfilters)
- biedt de mogelijkheid om distributielijsten te maken
- kan - indien gewenst - alleen berichtkoppen ophalen en mail van de server verwijderen

Pegasus Mail is geschikt voor één of meerdere gebruikers en kan ook op een netwerk geïnstalleerd worden – al dan niet in combinatie met het eveneens door David Harris ontwikkelde Mercury Mail Transport System, waarmee een mailserver opgezet kan worden.

## Recente versies
Rond 2006 liet Harris weten dat hij begonnen was aan versie 5 van Pegasus Mail voor Windows, die veel nieuwe mogelijkheden zou moeten bevatten. Versie 5 was ruim tien jaar later nog steeds niet uitgekomen, in plaats daarvan kwamen er tussentijdse versies waarin enerzijds problemen met de bestaande versies werden opgelost, terwijl anderzijds een deel van de nieuwe functies geleidelijk werd toegevoegd. Zo kwam op 23 februari 2011 versie 4.61 uit, met onder andere nieuwe afbeeldingen, een nieuwe interface, gebruik van accenten de woordenlijst, een nieuwe HTML-renderer, een instelbare grootte van bijlagen, oplossingen voor onvolkomenheden zoals de mogelijkheid om mappen te verslepen naar gesloten mappen bij het herschikken van de mappenstructuur etc. Binnen een jaar volgden 4.62 en 4.63.
Op 10 maart 2014 verscheen versie 4.7, met ondersteuning van OpenSSL, betere herkenning van weblinks in platte tekst en een nieuwe spellingscontrolemodule die spellingscontrole in andere talen dan het Engels mogelijk maakte. Er waren enkele subversies in 2016 en in juli 2018 kwam versie 4.73 uit.
Pegasus Mail draait ook onder Linux via Wine.